# ショゴス

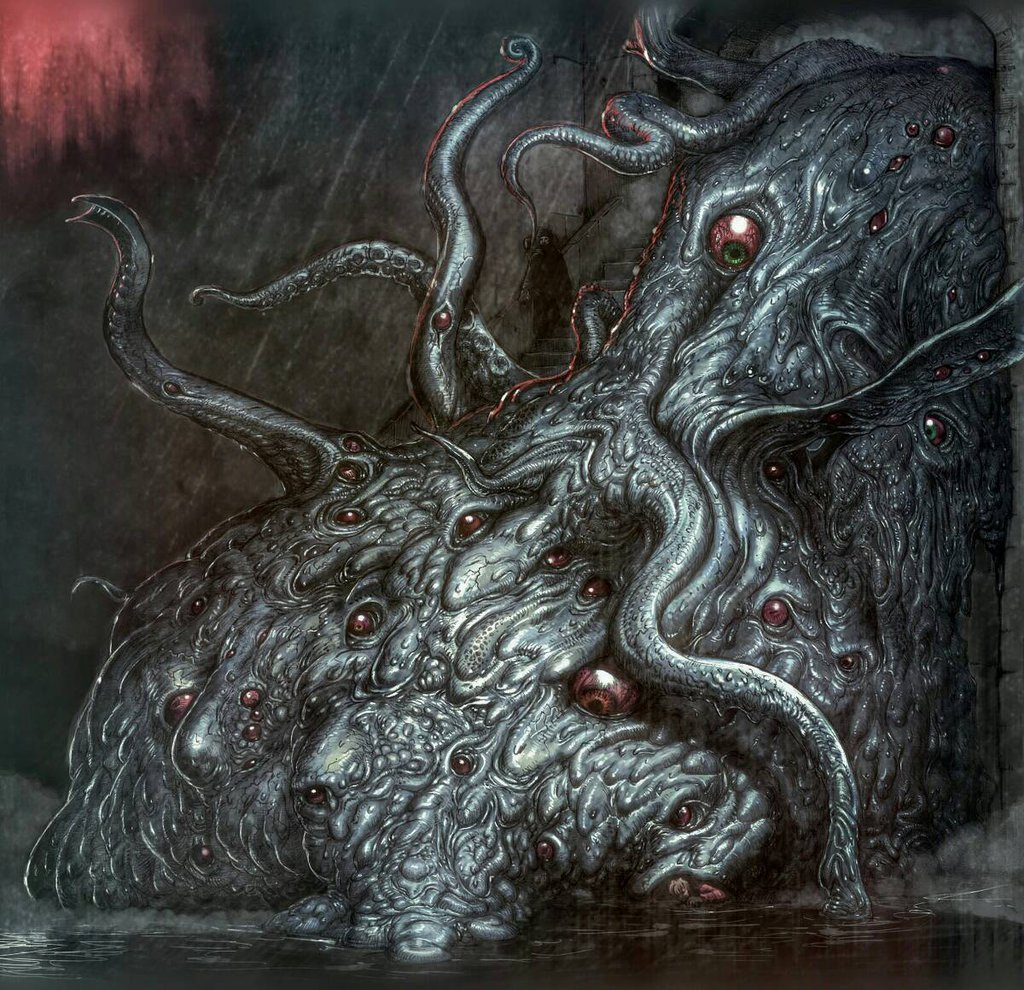
ショゴス

ショゴス（Shoggoth）は、クトゥルフ神話作品に登場する架空の生物。
ハワード・フィリップス・ラヴクラフトの連詩『ユゴスよりのもの（英: Fungi from Yuggoth）』で名前のみ言及され、物語への初出は『狂気の山脈にて』である。クトゥルフ神話内では主に「古のもの物語」に登場する。
以下、特に説明がなければ『狂気の山脈にて』を出典とする。

## 概要
太古の地球に飛来した宇宙生物「古のもの」達によって創造された。
漆黒の玉虫色に光る粘液状生物で表面に無数の目が浮いている。不定形で決まった姿を持たず、非常に高い可塑性と延性を持ち、必要に応じて自在に形態を変化させ、さまざまな器官を発生させることができる。タールでできたアメーバのようだと表現される。およそ15フィート（4m強）と説明されているものの、中には地下鉄の車両ほどに大きなサイズの個体も登場する。水中で活動するように作られたため、地上では動きが鈍くなる。呪文やテレパシーで操ることが可能だが、比較的知性が高く、従順でないため、危険な生物である。南極圏における「古のもの」の奉仕種族として巨大都市・狂気山脈の建設などに使役された。
「テケリ・リ、テケリ・リ」（"Tekeli-li, Tekeli-li"）という独特の鳴き声をあげる。もとは「古のもの」の出す音をショゴスたちが真似て声帯器官を発達させたもの。作劇上の元ネタは、エドガー・アラン・ポーの作品『ナンタケット島出身のアーサー・ゴードン・ピムの物語』に登場した鳥の鳴き声をラヴクラフトがモデルとしたものであるが、『狂気の山脈にて』作中では逆に、怪生物の声をポーが聞いて作品に盛り込んだとされている。またチャールズ・ロウミン・デイクの『奇怪なる発見』や、ルドルフ・ラッカーの編集したヴァージニア在住のメイソン・アルジャース・レイノルズの報告においても言及されている。

### 狂気の山脈にて
数億年前に地球に飛来した「古のもの」によって作られ、肉体労働のための奉仕種族として扱われていた。もともと知能はなく「古のもの」の催眠術のような暗示で働いていた。しかし自身が発生させた脳を固定化することで知能を持つようになり、創造主である「古のもの」に反抗して全面戦争を引き起こした。2億5千万年前に最初の反乱が発生し、何度も鎮圧されたが「古のもの」たちは、あらゆる労働力をショゴスに依存しており、全滅させることも出来ず、また有効な反撃手段もなく追い詰められ、他の種族との戦争にも敗れて壊滅的な損害を受けた。しかも非常に生命力の強いショゴスたちは、陸上に進出してしまい手が出せなくなってしまう。奇しくも「古のもの」を海中に追いやった大いなるクトゥルフやミ＝ゴたちが地球上から去り、地上が安全になったためである。しかしそれ以外のショゴスは、「古のもの」に最終的に地底深くに封印された。しかし彼らの内、「古のもの」の目の届かない場所で生存した者たちが地球生命の起源に繋がったと仄めかしている。
アブドゥル・アルハザードは著書「ネクロノミコン」の中でショゴスの実在を否定し、妄想の産物であると断言する。

### 他の作品での登場
ラヴクラフトの『インスマウスの影』ではインスマウスの深きものどもがショゴスを使役しているらしいことが仄めかされる。また『戸口にあらわれたもの』ではインスマウスの魔術師がショゴスを飼い慣らしている。
マイクル・シェイの短編『ファットフェイス』には、ショゴスの一種で人間に擬態できるショゴスロード（shoggoth lord）という種族が登場する。
ブライアン・ラムレイのタイタス・クロウ・サーガ『地を穿つ魔』には、亜種の「海棲ショゴス」が登場する。リン・カーターは、ウボ＝サスラの細胞からショゴスが生まれた（造られた）とした。

## 登場作品
- ハワード・フィリップス・ラヴクラフト『狂気の山脈にて』
- ロバート・ブロック『無人の家で発見された手記』[注 2]
- リン・カーター：『暗黒の知識のパピルス』『深淵への降下』『黒い蓮の夢』
- ブライアン・ラムレイ『地を穿つ魔』
- コリン・ウィルソン『古きものたちの墓』
- ドナルド・タイスン『ネクロノミコン アルハザードの放浪』
- フレッド・チャペル『残存者たち』
- エリザベス・ベア『ショゴス開花』 - 『S-Fマガジン』2010年5月号掲載
- マイクル・シェイ『ファットフェイス』 - 『Cthulhu 2000』所収、日本語未訳
- 朝松健『狂気大陸』
- J・J・エイブラムス『ラブクラフトカントリー恐怖の旅路』
- ビクター『やさしい嘘』 - 『クトゥルフ神話アンソロジー「狂宴」-ドラッグフェニールの絵画・2』所収
- 静川龍宗・森瀬繚『うちのメイドは不定形』（スマッシュ文庫）
- 『ショゴスの歌』 - ラヴクラフト歴史協会による歌。